# Anyphaena kurilensis
Anyphaena kurilensis là một loài nhện trong họ Anyphaenidae.
Loài này thuộc chi Anyphaena. Anyphaena kurilensis được miêu tả năm 1932 bởi Peelle & Kendo Saito.